# Pau Sans
Pau Sans López (Zaragoza, 24 de noviembre de 2004) es un futbolista español que juega como mediapunta en el Real Zaragoza de la Segunda División de España.

## Trayectoria
Nacido en Zaragoza, se une al fútbol base del Real Zaragoza en 2017 procedente da la UD Amistad, debutando con el filial el 5 de febrero de 2023 al entrar como suplente en los minutos finales de un empate por 1-1 frente al CD Teruel en la Segunda Federación.
Logra debutar con el primer equipo el siguiente 11 de febrero al entrar como suplente en la segunda mitad de una derrota por 1-4 frente al Deportivo Alavés en la Segunda División.
Marca su primer gol con el primer equipo el 26 de agosto de 2024 en el encuentro de la segunda jornada que el Zaragoza gana en Cartagena por 1-2.
El dia 29 de octubre de 2024, anota su primer gol en la Copa del Rey con el primer equipo en la victoria del Zaragoza a L'Hospitalet por 1-5.

## Clubes
Actualizado al último partido disputado el 26 de enero de 2025.
| Club             | País   | Año       | Partidos | Goles |
| ---------------- | ------ | --------- | -------- | ----- |
| Deportivo Aragón | España | 2022-2024 | 32       | 5     |
| Real Zaragoza    | España | 2022-Act. | 12       | 3     |